# Wake Up Sid
Pour plus de détails, voir Fiche technique et Distribution.
Wake Up Sid est une comédie romantique sortie en 2009 et réalisée par Ayan Mukerji, produit par Dharma Productions (société de production du célèbre réalisateur Karan Johar), distribué par UTV Motion Pictures. Le film a lieu à Mumbai et raconte l'histoire du riche-enfant corrompu et égoïste Sid Mehra (Ranbir Kapoor), un étudiant universitaire à qui est enseignée la signification de la vie par Aisha (Konkona Sen Sharma), un auteur de Kolkata.

## Synopsis
Dans Mumbai, Sid Mehra (Ranbir Kapoor) est, dans les mots de son père, un gosse arrogant et corrompu. Il vit avec une mère adorante et un père qui paye ses dépenses et factures de carte de crédit. Sid finit ses études a l'université puis travail aux affaires de son père ; il reste moins d'une semaine puis abandonne. À une soirée de fin d'études, il rencontre Aisha (Konkona Sen Sharma), nouvellement arrivé de Calcutta, qui veut devenir un auteur. Il lui montre la ville et l'aide à trouver un appartement en location. Il demande si elle voudrait être plus qu'une amie ; elle refuse car il manque d'ambition et n'est pas son type. Est-ce que ses les mots de Aisha, ses résultats d'examen, une confrontation avec ses parents, et une rupture avec ses amis seront assez pour réveiller Sid ?

## Fiche technique
- Titre : Wake Up Sid
- Réalisation : Ayan Mukherji
- Scénario : Ayan Mukerji et Niranjan Iyengar
- Musique : Shankar-Ehsaan-Loy
- Production : Karan Johar
- Société de production : Dharma Productions
- Distribution : Dharma Productions, UTV Motion Pictures, DreamWorld Pictures
- Pays :  Inde
- Genre : Comédie, Romance
- Durée : 138 minutes
- Langue : Hindi
- Date de sortie : 2009

## Distribution
- Ranbir Kapoor : Siddharth "Sid" Mehra
- Konkona Sen Sharma :  Aisha Banerjee
- Rahul Khanna : Kabir Chaudhary
- Anupam Kher : Ram Mehra
- Shikha Talsania : Laxmi
- Supriya Pathak : Sarita
- Namit Das : Rishi
- Kashmira Shah : Sonia
- Rahul Pendalkar : Sanju
- Shruti Bapna : Debbie
- Kainaz Motivala : Tanya Lathia

## Distinctions
| Année | Distinction                        | Catégorie                             | Nom                                             | Résultat   |
| ----- | ---------------------------------- | ------------------------------------- | ----------------------------------------------- | ---------- |
| 2010  | Apsara Film Producers Guild Awards | Meilleur acteur                       | Ranbir Kapoor                                   | Nomination |
| 2010  | Apsara Film Producers Guild Awards | Meilleure actrice                     | Konkona Sen Sharma                              | Nomination |
| 2010  | Apsara Film Producers Guild Awards | Meilleure histoire                    | Ayan Mukherjee                                  | Nomination |
| 2010  | Filmfare Awards                    | Meilleure chanteuse de play-back      | Javed Akhtar (pour Iktara)                      | Lauréat    |
| 2010  | Filmfare Awards                    | Meilleur acteur - critiques           | Ranbir Kapoor                                   | Lauréat    |
| 2010  | Filmfare Awards                    | Meilleur film                         | Wake Up Sid                                     | Nomination |
| 2010  | Filmfare Awards                    | Meilleur réalisateur                  | Ayan Mukherjee                                  | Nomination |
| 2010  | Filmfare Awards                    | Meilleur acteur                       | Ranbir Kapoor                                   | Nomination |
| 2010  | Filmfare Awards                    | Meilleure actrice dans un second rôle | Supriya Pathak                                  | Nomination |
| 2010  | Filmfare Awards                    | Meilleure direction musicale          | Shankar Mahadevan, Ehsaan Noorani, Loy Mendonsa | Nomination |
| 2010  | IIFA Awards                        | Meilleure chanteuse de play-back      | Kavita Seth (pour Iktara)                       | Lauréat    |
| 2010  | IIFA Awards                        | Meilleur réalisateur                  | Ayan Mukherjee                                  | Nomination |
| 2010  | IIFA Awards                        | Meilleur acteur                       | Ranbir Kapoor                                   | Nomination |
| 2010  | IIFA Awards                        | Meilleure actrice                     | Supriya Pathak                                  | Nomination |
| 2010  | IIFA Awards                        | Meilleure histoire                    | Ayan Mukherjee                                  | Nomination |